# Délszláv háború
A délszláv vagy jugoszláv háború a Balkánon elterülő volt Jugoszlávia hat tagköztársaságának függetlenedési törekvései nyomán kirobbant, összességében tíz évig tartó háború. A tízéves intervallumot három – egymástól jól elkülöníthető – időszakra lehet bontani: az 1991-től az 1995-ös daytoni békeszerződés aláírásáig tartó, majd a Daytont követő koszovói albán–szerb konfliktust, végül az 1999-es NATO-hadműveleteket, illetve a belgrádi forradalmat magában foglaló, Slobodan Milošević 2006 márciusában bekövetkezett haláláig tartó időszakokra.
A délszláv háború (más néven jugoszláv polgárháború) első ciklusa szintén három szakaszra osztható:
- szlovéniai tíznapos háború, 1991. június 26-tól július 7-ig
- horvátországi háború, 1991–1995
- boszniai háború, 1992–1995

## A délszláv háború háttere

Az egykori Jugoszlávia etnikai térképe 1991-ben

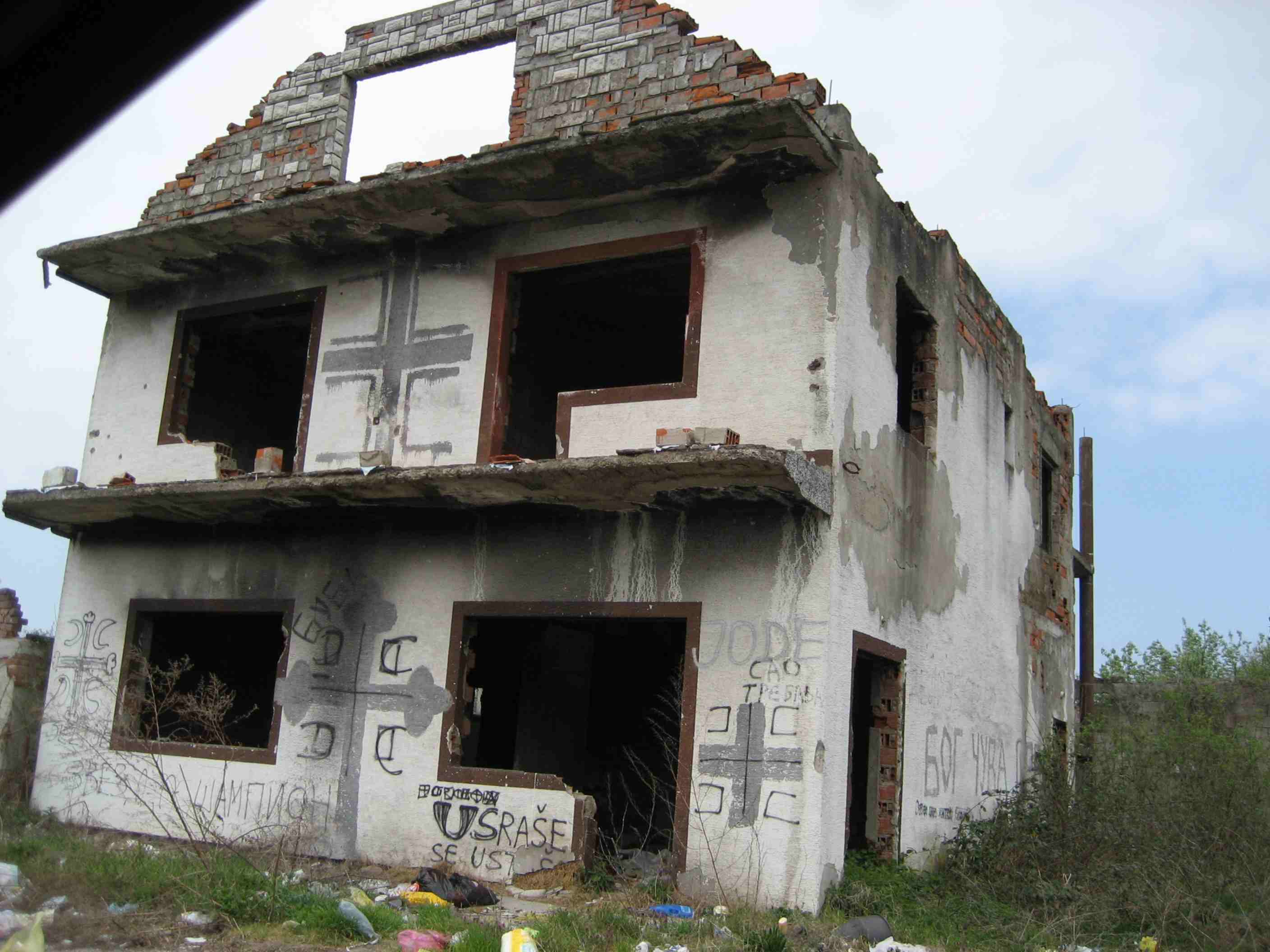
Egy elpusztított ház. Falán szerb keresztek, feliratok: Usztasáknak megnyitva (Usraše se Ustaše), Vörös Csillag a győztes, SAO (Szerb Autonóm Terület)) Treblja, Isten megvédi a szerbeket (cirill betűkkel)

A Balkán nemzetiségi térképe évszázadok óta meglehetősen színes képet mutatott. 1945-ben Josip Broz Tito került Jugoszlávia elnöki székébe. A korábban partizánvezérként és „háborúügyi” miniszterként elhíresült Tito marsall hatalomra kerülését követően hat állam föderációjává kovácsolta össze a balkáni térséget. A Szerbia, Horvátország, Szlovénia, Bosznia-Hercegovina, Észak-Macedónia és Montenegró társulásából alkotott Jugoszlávia 1980-ig komolyabb probléma nélkül működött. 1980. május 4-én, 35 év elnöklés után azonban meghalt Tito. Halálát követően szinte azonnal repedések mutatkoztak az addig többé-kevésbé egységes délszláv egységen. Az egyre erősödő nacionalizmus az 1990-es években lángolt fel. Ez a folyamat elsősorban Slobodan Milošević szerb, Franjo Tuđman horvát és Alija Izetbegović bosnyák politikusoknak tulajdonítható. Heves politikai harc kezdődött, melyben Milošević a szerb befolyást akarta erősíteni Jugoszláviában; Tuđman a horvát tagköztársaságot önállósítani és kiterjeszteni akarta, hogy egy horvát dominanciájú országot hozzon létre; Izetbegović célja a független Bosznia-Hercegovina volt, melyet a muszlimok uralnak. Céljaik elérésében még jobban fellobbantották a nemzetek közötti ellentéteket, hiszen mindegyik a saját népe több száz éves múltjára és régi dicsőségére hivatkozott. A korábbi kommunista és internacionalista ideológiát nacionalizmus és sovinizmus váltotta fel.
A hatalmi harcok győztese Slobodan Milošević lett. Milošević a legnagyobb jugoszláv tagköztársaság, Szerbia élére kerülve, megkísérelte visszaszerezni befolyását a széthúzó jugoszláv államközösségben, de a tagállamok határozottan elutasították ez irányú törekvéseit.
A nemzeti problémákat gazdasági problémák is tetézték. A jugoszláv föderáció két legfejlettebb területének Szlovénia és Horvátország számított, ezzel szemben Bosznia, Montenegró, de különösen Szerbia és Koszovó rendkívül szegény régiói voltak az országnak. A szlovének és a horvátok különösen azt sérelmezték, hogy az általuk megtermelt jövedelem nagy része elúszik ezen elmaradt régiók fejlesztésére, de így sem érnek el vele eredményt, mert azok nem tudnak kilábalni gazdasági fejletlenségükből. A 80-as évektől fokozódó szociális és gazdasági problémák tovább sarkallták a szlovénok és horvátok önállósági törekvéseit.
A nacionalista politikai vezetők hatalomra jutásával Jugoszlávia tagállamai sorra kikiáltották függetlenségüket. Elsőként a legnyugatibb Szlovénia és Horvátország 1991 júniusában, majd őket követve Észak-Macedónia és Bosznia-Hercegovina is bejelentette elszakadását az egységtől. A délszláv háború jellegzetes motívumává vált a különböző etnikumok között feszülő évszázados – mindaddig mesterségesen elnyomott – keserves ellentét. A háborúskodás fő okának mégis az agresszív szerb terjeszkedő politikát, továbbá a szerb, horvát, bosnyák és albán nacionalizmust tekinthetjük. A délszláv válság az egyik legvéresebb fegyveres konfliktus volt Európa területén a második világháború óta. Mindmáig csupán becsült adatok állnak rendelkezésre az áldozatok számáról – annyi azonban bizonyos, hogy a halálos áldozatok száma meghaladja a 300 000-et és egymilliónál is többen vannak azok, akik elhagyni kényszerültek szülőföldjüket. A délszláv háború újra megismertette a világgal az etnikai tisztogatás fogalmát, mivel az 1991-től 2000-ig tartó időszak bővelkedett a civil lakosság ellen elkövetett erőszakos cselekményekben, háborús bűnökben.

## A délszláv háború kronológiája
1989. május 8-án Slobodan Miloševićet választják meg a szerb köztársasági elnökség elnökévé. 1990 júliusában Milošević megalapítja a Szerbiai Szocialista Pártot, amelynek haláláig ő volt az elnöke. A többpártrendszer első szerbiai elnökválasztásán 65%-os győzelmet arat, két évvel később újraválasztják, de már csak 53%-os szavazattöbbséggel. 1991 márciusában Franjo Tuđman horvát és Milošević szerb elnök titkos megállapodást kötnek Bosznia-Hercegovina közös felosztásáról. A megállapodás szerint a tagállam egyik felét a horvátok, a másikat a szerbek fogják uralni, az iszlám vallású bosnyákokat pedig beolvasztják. 1991. június 25-én Milošević nagyhatalmi törekvései nyomán Szlovénia és Horvátország ugyanazon a napon kikiáltja a nagy Jugoszláviától való elszakadását. Horvátország szerb kisebbsége ellenállt, minek hatására zavargások törtek ki. A Jugoszláv Néphadsereg (JNA) beavatkozása kiszélesítette a konfliktust. A Horvátországban élő szerb kisebbség függetlenné nyilvánítja a Krajina-területet (Krajinai Szerb Köztársaság) a frissen megalakult Horvátországtól. Súlyos harcok bontakoznak ki az országban, miután a szerb felkelőket támogató Jugoszláv Néphadsereg is beavatkozik a konfliktusba. A helyzet kilátástalansága miatt a horvát kormány – élén Tuđmannal – beleegyezett, hogy három hónapra felfüggeszti függetlenségi nyilatkozatát. A harcok azonban nem csillapodtak, Horvátország egynegyede a szerb milíciák, csetnikek és a szövetségi hadsereg kezébe került. 1991. július 7-én Szlovéniában elhallgatnak a fegyverek, véget ér a szlovéniai tíznapos háború.
1991 novemberében mind Szerbia, mind Horvátország úgy nyilatkozott, hogy az ENSZ közbelépését kéri, és Jugoszlávia állandó ENSZ-képviselője megegyezett az Egyesült Nemzetek Szervezete Biztonsági Tanácsával egy békefenntartó erő mielőbbi felállításában.
1991 decemberében a Biztonsági Tanács fegyverszállítási tilalmat rendelt el Jugoszlávia területére, majd ezt Szerbia és Montenegró területére korlátozta, ezzel azonban tulajdonképpen a szerbeket segítette, hiszen a jugoszláv fegyverarzenál szerb kézen volt, a horvátok és a bosnyákok pedig így nem juthattak fegyverhez.

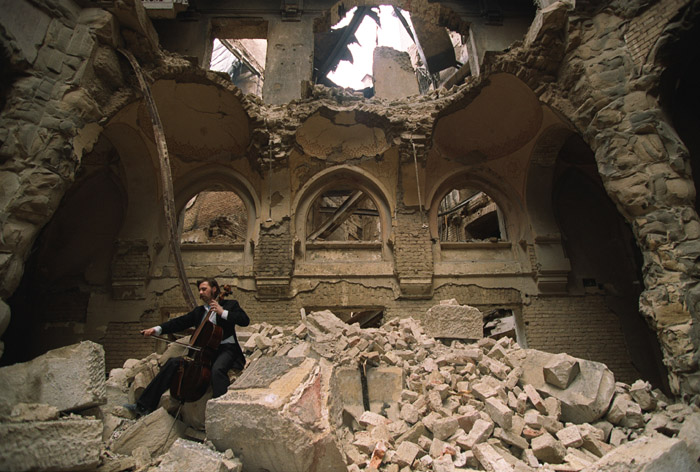
Csellójátékos a Szarajevói Nemzeti Könyvtár romjain, 1992-ben. Mikhail Evstafiev fotója

1992 januárjában Macedónia is követi a szlovén és horvát példát – kikiáltja függetlenségét. A macedón térségben akkor még nem tör ki fegyveres konfliktus. Szlovéniát és Horvátországot önálló államként elismeri az ENSZ. Áprilisban Bosznia-Hercegovina, a sorban negyedikként kikiáltja függetlenségét. Bosznia-Hercegovina nemzetiségi térképe igen változatos képet mutatott; ez vezetett oda, hogy a muzulmán, horvát és szerb kisebbség között rövidesen háromoldalú polgárháború bontakozott ki. Szerbia és Montenegró vezetőjének választja Slobodan Miloševićet. A szerbek ostromgyűrűbe zárják Bosznia fővárosát, Szarajevót. 1993 márciusában harcok kezdődnek a boszniai muzulmánok és horvátok között. Augusztusban létrejön a Mir Sada nevű nemzetközi békemenet a háború megállítására. Bár végül nem járt sikerrel, a kezdeményezés egyedülálló esemény volt a történelemben, mint a mindmáig legnagyobb tömeget megmozgató erőszakmentes akció egy másik országban dúló háború megfékezésére. 1994 márciusában egy év háborúskodás után a boszniai muzulmán és horvát kisebbség békeszerződést ír alá az USA védnöksége alatt.
A nyugat akkor fordított sokkal komolyabb figyelmet a háborúra, amikor Boszniában felbukkantak a muszlim önkéntesek, akik közt valószínűleg terroristák is voltak.
1995 júniusában napvilágot látnak az első jelentések a srebrenicai mészárlásról. Novemberben Bosznia-Hercegovina, Horvátország és Szerbia békeszerződést köt, a boszniai háború véget ér. A következő hónapban a háborúzó felek Párizsban aláírták a daytoni békeszerződést, ezáltal véget ért a délszláv háború első szakasza.
1996-ban a Koszovói Felszabadítási Hadsereg támadni kezdi a koszovói szerb civil lakosságot. 1997. július 25-én az új Jugoszlávia elnökévé választják Slobodan Miloševićet.
1998 márciusában összecsapások törnek ki Koszovóban, miután Milošević a szerb lakosság védelmére csapatokat küld a térségbe.
1999. március 24–június 10. között a NATO légi offenzívát folytat Jugoszlávia ellen (Allied Force hadművelet). A három hónapnyi bombázásban többek közt megsérül a pancsovai olajfinomító, szinte teljesen megsemmisül a kragujevaci Zastava autógyár, a Dunába szakad több újvidéki híd, az autópályák többsége használhatatlanná válik és találatot kap a szerb parlament épülete is. Többek között kórházakat és civil célpontokat is értek súlyos találatok, valamint egy rakéta becsapódott a belgrádi kínai nagykövetség épületébe. Június 12-étől Koszovóba ENSZ békefenntartó csapatok vonulnak (KFOR, Joint Guardian hadművelet), majd fokozatosan átveszik a jugoszláv hadseregtől az irányítást. Június 20-án már az egész tartományt a KFOR felügyeli, de a terület továbbra is Jugoszlávia része marad. December 10-én meghal Franjo Tuđman horvát elnök. Nem sokkal halála után pártja, a Horvát Demokrata Szövetség (Hrvatska Demokratska Zajednica – HDZ) elveszíti a választásokat.
2000. október 5-én Belgrádban felkelés tör ki (lásd: Otpor), a népakaratnak engedelmeskedve Milošević beismeri választási vereségét a Szerbiai Demokratikus Ellenzék (DOS) vezérével, Vojislav Koštunicával szemben. 2001 áprilisában belgrádi otthonában letartóztatják, nem sokkal később kiadják a hágai Nemzetközi Bíróságnak. 2002. február 12-én megkezdődik Milošević pere Hágában, ahova hatalommal való visszaélés, korrupció, népirtás és különböző háborús bűnök elkövetésében vádat emelnek ellene. A szerb politikus nem kért ügyvédi védelmet, magát képviselte az ellene folyó büntetőeljárásban, miközben folyamatosan illegitimnek tekintette az ügyében eljáró nemzetközi bíróságot.
2003. február 4-én Jugoszlávia megváltoztatja nevét és Szerbia és Montenegró néven új államközösséget hoz létre. Október 19-én meghal Alija Izetbegović, Bosznia-Hercegovina első elnöke.
2006. január 21-én Pristinában meghal Ibrahim Rugova Koszovó elnöke és politikai szervezete, az LDK (Lidhja Demokratike e Kosovës, azaz Koszovói Demokratikus Liga) vezetője. Utódjául Fatmir Sejdiut választották Koszovó elnökének. Március 11-én Slobodan Milošević ötévnyi hágai fogság után, bírósági tárgyalása közben, hatvanöt éves korában meghal. Szülővárosában, Pozsarevácon temetik el. Még ebben az évben a március 21-ei népszavazás során Montenegró lakossága az elszakadás mellett dönt, június 3-án pedig hivatalosan is kikiáltják Montenegró függetlenségét. Szerbia is kinyilvánítja saját függetlenségét és felveszi a Szerb Köztársaság nevet. (Nem összetévesztendő a Boszniai Szerb Köztársasággal.)
2008. február 17-én Koszovó egyoldalúan kikiáltja függetlenségét, amit az USA, és az EU-tagállamok nagy része még abban az évben elismert (ez jelenleg 101 országot jelent), azonban Szerbia és az ENSZ, valamint 92 további állam jelenleg sem ismeri el független országként.
2008. július 21-én a szerb fővárosban elfogták Radovan Karadžićot (a boszniai szerbek korábbi vezetőjét), akit ki is szolgáltattak a hágai törvényszéknek. Karadžićot többek között a srebrenicai mészárlásban való érintettséggel gyanúsítják.
2011. május 26-án a vajdasági Lázárföldön letartóztatják a háborús bűnökkel vádolt Ratko Mladić volt tábornokot, a boszniai szerb csapatok egykori legmagasabb katonai vezetőjét. Több mint tíz évig, a Milošević-rezsim bukása óta bujkált Szerbiában. A vádak szerint ő az egyik felelőse a srebrenicai mészárlásnak.

## Hadműveletek

### Nem NATO-hadműveletek
| Név                                                  | Kezdés időpontja    | Befejezés időpontja | Leírás (hadműveleti cél) |
| ---------------------------------------------------- | ------------------- | ------------------- | --- |
| Otkos 10 hadművelet                                  | 1991. október 31.   | november 4.         | Horvát fegyveres erők összecsapásai a Jugoszláv Néphadsereggel. |
| Orkan 91 hadművelet                                  | 1991. december 12.  | 1992. január 2.     | Horvát fegyveres erők hadművelete az Otkos 10 után. |
| Maslenica hadművelet                                 | 1993. január 22.    | február 1.          | Horvát hadművelet Dalmácia és Lika visszafoglalására a krajinai szerbektől. |
| Neretva '93 hadművelet                               | 1993. szeptember    |                     | Bosnyák haderő hadművelete a horvát haderő ellen Mostar körzetében. |
| Medački džep („Medaki zseb/Medak Pocket”) hadművelet | 1993. szeptember 9. | szeptember 17.      | Horvát művelet a Krajinai Szerb Köztársaság ellen, kanadai és francia UNPROFOR-csapatok beékelődésével. |
| Bljesak („Jelzőfény”?) hadművelet                    | 1995. május 1.      | május 3.            | Nyugat-szlavóniai horvát hadművelet a krajinai szerbek ellen. |
| „Miracle” hadművelet                                 | 1995. július 21.    |                     | Bosnyák muzulmán szabadcsapatok hadművelete Krčevine városa ellen. |
| Ljeto '95 („'95 nyara”) hadművelet                   | 1995. július 25.    | július 30.          | A horvát fegyveres erők egyesített hadművelete a Szerb Köztársaság fegyveres erőivel szemben Bosznia-Hercegovina nyugati térségében.                                                                                           |
| Vihar hadművelet (Oluja)                             | 1995. augusztus 4.  | augusztus 7.        | Összehangolt horvát-bosnyák hadművelet Krajina szerb fegyveres szeparatistáktól való visszafoglalására. |
| Tiger hadművelet                                     | 1995. augusztus 4.  | augusztus 7.        | Bosnyák hadművelet a Vihar (Oluja) mellett. |
| Maestral („Misztrál”) hadművelet                     | 1995. szeptember 8. | szeptember 15.      | A horvát fegyveres erők egyesített hadművelete a Szerb Köztársaság fegyveres erőivel szemben Bosznia-Hercegovina nyugati térségében.                                                                                           |
| Sana hadművelet                                      | 1995. október 10.   | október 13.         | A bosznia-hercegovinai hadsereg hadművelete a Szerb Köztársaság fegyveres erőivel szemben. Bosnyák-horvát közös művelet is volt egyben, az Vihar (Oluja) után. A daytoni békeszerződés félbehagyatta a fegyveres összecsapást. |

### NATO-hadműveletek
| Név                          | Kezdés időpontja    | Befejezés időpontja | Leírás (hadműveleti cél) |
| ---------------------------- | ------------------- | ------------------- | --- |
| Deny Flight hadművelet       | 1993. április 12.   | 1995. december 20.  | A Bosznia-Hercegovina felett ENSZ BT határozat szerint létesített légitilalmi zóna fenntartására irányuló légi hadművelet-sorozat. |
| Bøllebank hadművelet         | 1994. április 29.   |                     | A dán UNPROFOR-haderő művelete a boszniai Tuzla térségében tartózkodó szerb katonai erők ellen (7 db dán Leopard 1A5 művelete).    |
| Armada hadművelet            | 1994. október 25.   |                     | Dán UNPROFOR-haderő művelete a boszniai Gradačac térségében tartózkodó szerb katonai erők ellen.                                   |
| Deliberate Force hadművelet  | 1995. augusztus 30. | szeptember 20.      | A Bosznia területén tartózkodó szerb katonai erők elleni légicsapások hadművelete.                                                 |
| Joint Endeavor hadművelet    | 1995. december      |                     | A boszniai IFOR békefenntartó művelete.                                                                                            |
| Allied Force hadművelet      | 1999. március 24.   | június 10.          | A Szerbia és Montenegro ellen indított légi hadművelet.                                                                            |
| Joint Guardian hadművelet    | 1999. június 12.    |                     | A KFOR legelső békefenntartó művelete.                                                                                             |
| Essential Harvest hadművelet | 2001. augusztus 22. | szeptember 22.      | Az UÇK és az albániai fegyveres csoportok lefegyverzésére és fegyverzet-megsemmisítésére irányuló 30 napos művelet.                |